# Lilium henrici
Lilium henrici är en liljeväxtart som beskrevs av Adrien René Franchet. Lilium henrici ingår i släktet liljor, och familjen liljeväxter.

## Underarter
Arten delas in i följande underarter:
- L. h. henrici
- L. h. maculatum